# Roger Mejía
Roger Daniel Mejía Cortez (ur. 30 kwietnia 1984) – nikaraguański piłkarz występujący na pozycji obrońcy. Zawodnik klubu Deportivo Walter Ferretti.

## Kariera klubowa
Mejía karierę rozpoczynał w 2004 roku w zespole América Managua. Spędził tam 5 lat. W 2009 roku odszedł do Deportivo Walter Ferretti. W sezonach 2009/2010 oraz 2010/2011 wywalczył z nim mistrzostwo fazy Apertura.

## Kariera reprezentacyjna
W reprezentacji Nikaragui Mejía zadebiutował w 2007 roku. W 2009 roku został powołany do kadry na Złoty Puchar CONCACAF. Nie zagrał jednak na nim w żadnym meczu, a Nikaragua zakończyła turniej na fazie grupowej.